# Hydrelia brunneosignata
Hydrelia brunneosignata är en fjärilsart som beskrevs av Barend J. Lempke 1969. Hydrelia brunneosignata ingår i släktet Hydrelia och familjen mätare. Inga underarter finns listade i Catalogue of Life.